# 지구탐구생활
《지구탐구생활》은 MBN에서 2023년 5월 9일부터 2023년 7월 25일까지 방영중인 예능 프로그램이다.

## 기획 의도
K 청소년 정동원의 우당탕탕 글로벌 생존기 프로그램

## 출연진

### 고정 출연진
- 정동원
- 이경규 (4회 ~ 12회)

### 이전 출연진
- 김숙 (1회 ~ 4회)